# Alex Tyus
Alexander Trent "Alex" Tyus (8 de gener de 1988, Saint Louis, Missouri) és un jugador de bàsquet estatunidenc, amb nacionalitat israeliana, que juga al Pınar Karşıyaka de la lliga BSL turca. Des del 2012, forma part de la selecció de bàsquet d'Israel, amb la qual va disputar l'Eurobasket 2013.

## Carrera esportiva

### Anys d'Institut i Universitat
Alex va començar a jugar al bàsquet a nivell d'institut a la seva ciutat natal, al Hazelwood Central High School i de l'institut va donar el salt a la Universitat de la Florida per jugar amb els Florida Gators. Va estar els quatre anys de la universitat, sent un jugador que destacava per agafar rebots i taponar els tirs dels rivals. Va finalitzar amb 1333 punts en acabar la seva etapa a la universitat i es va presentar al Draft de l'NBA del 2011 però no va ser escollit per cap equip.

### Europa
Després de no ser escollit per cap equip, va fitxar per l'equip israelià Maccabi Ashdod, amb els quals amb prou feines va estar una temporada, per després marxar al bàsquet italià una altra temporada més amb el Pallacanestro Cantù; amb l'equip que va debutar en l'Eurolliga, jugant 10 partits en total. Amb l'equip italià va aconseguir guanyar la Supercopa d'Itàlia al Montepaschi Siena, sent Tyus el màxim anotador del Cantù amb 18 punts en 19 minuts. A meitat de temporada, va ser seleccionat per jugar l'All-Star de la lliga italiana.
Amb el desig de tornar a Israel va fitxar per un dels grans d'Europa, fitxant per tres temporades amb el Maccabi Tel Aviv. En els primers partits de la temporada no va comptar amb molts minuts, però a mesura que va anar avançant va anar comptant amb la confiança de David Blatt i va ser peça clau del Maccabi. El mes d'abril de 2014, el Maccabi va confirmar la seva classificació per a la Final Four de l'Eurolliga, gràcies en part a Alex Tyus que va ser nomenat MVP del mes de la competició europea, fent una mitjana de 12.3 punts, 5.5 rebots i 1.6 taps. En la Final Four, el Maccabi va eliminar el CSKA Moscou amb una gran remuntada, aportant Tyus 11 punts i 3 taps. En la final contra el Reial Madrid, Tyus va completar un gran partit que va ajudar a guanyar el Maccabi la seva sisena Eurolliga. Alex va acabar el partit amb 12 punts, 11 rebots i 3 taps, finalitzant la Final Four com a màxim taponador i màxim rebotador ofensiu.
El novembre de 2020, torna al Galatasaray de la Basketbol Süper Ligi, per ser traspassat dos mesos després al Reial Madrid.

### Internacional
Malgrat ser nord-americà de naixement, Tyus va obtenir el passaport d'Israel i va ser convocat per debutar amb la selecció nacional d'Israel. L'estiu de 2013, va ser seleccionat per Arik Shivek per disputar l'Eurobasket 2013 celebrat a Eslovènia. Israel va ser eliminada en la fase de grups aconseguint només una victòria en cinc partits, jugant Tyus només dos partits.

## Palmarès

### Cantù
- Supercopa d'Itàlia (1): 2012

### Maccabi Tel Aviv
- Eurolliga (1): 2014
- Lliga d'Israel (3): 2014, 2018 i 2019
- Copa d'Israel (2): 2014 i 2015
- Copa de la Lliga d'Israel (2): 2013 i 2017

### Distincions individuals
- MVP de la Final Four de la Lliga d'Israel (1): 2018
- Seleccionat a l'All-Star de la Llega (1): 2013
- Seleccionat a l'All-Star de la Lliga Israel (1): 2018
- Jugador del mes en l'Eurolliga (1): Abril de 2014
- Màxim taponador dels Playoffs de l'Eurolliga (1): 2014